# Werner Braunschädel
Werner Braunschädel (* 15. November 1959 in Stolberg (Rheinland)) ist ein deutscher Schauspieler, Hörspielsprecher und Synchronsprecher.

## Leben
Braunschädel studierte Amerikanistik, Theaterwissenschaften und Publizistik, bevor er mehrere Jahre in der Eventbranche tätig war und eine Zusatzausbildung zum Europäischen Kulturmanager absolvierte.
Seit 2004 unternahm er erste Schritte in der Fernseh- und Filmbranche. Parallel dazu ließ er sich zum Schauspieler und Sprecher ausbilden und nahm hierzu u. a. bei Katharina Koschny, Henner Barthel, Joosten Mindrup, Martin Engler und Fred Yorgk mehrjährigen privaten Unterricht.
Braunschädel lebt in Berlin.

## Filmografie (Auswahl)

### Kinofilme
- 2014: Der Spalt – Gedankenkontrolle, Regie: Kim Schicklang
- 2018: 3 Engel für Charlie (2019), Regie: Elizabeth Banks
- 2019: Fly, Regie: Katja von Garnier
- 2019: Die Grenze, Regie: Ronald Unterberger
- 2021: Fly
- 2022: Schlechte Helden, Regie: Andreas Klinger, David Grimaud, David-Jonas Frei

### Fernsehserien
- 2004: Gute Zeiten, schlechte Zeiten, Regie: diverse
- 2005: Fünf Sterne, Regie: Nikolai Müllerschön
- 2017: Deutschland 86, Regie: Arne Feldhusen

### Fernsehfilme
- 2009: 380.000 Volt – Der große Stromausfall, Regie: Sebastian Vigg
- 2011: Hand aufs Herz, Regie: Martina Faust
- 2011: Polizeiruf 110: Zwei Brüder, Regie: Nils Willbrandt
- 2012: Mann kann, Frau erst recht, Regie: Florian Gärtner
- 2015: Ein Mann unter Verdacht, Regie: Thomas Stuber
- 2017: Hanne, Regie: Dominik Graf
- 2017: Der Schweinehirt (2017), Regie: Carsten Fiebeler

### Kurzfilme
- 2011: Die Katze, Regie: Valerie Blitchenko
- 2015: Update, Regie: Franziska Brändle
- 2016: Dunkelheit, Regie: Giulia Schelhas
- 2016: Der vergessene Engel, Regie: Hannah Stockmann
- 2016: Tschüss, Regie: Lea Marheineke
- 2017: Colores, Regie: Tobias Blank
- 2018: Glasnost im Fladenbrot, Regie: Giovanni Basile
- 2019: Morgenblatt, Regie: Lynn Feltes
- 2020: Leeres Nest, Regie: Dascha Petuchow
- 2020: Minusdrei, Regie: Florian Zander

### Sonstige Filme
- 2017: Terra X: Zeitreise. Die Welt im Jahr 1800 – (Dokumentarfilm, Regie: Andreas Sawall)

## Sprecher (Auswahl)

### Synchronsprecher
- 2021: Temple, Regie: Sabine Falkenberg
- 2021: The Club, Regie: Sabine Falkenberg
- 2021: Brian Banks, Regie: Fritz Rott
- 2021: The Girlfriend Experience, Regie: Olaf Mierau
- 2020: Code Geass, Regie: Fritz Rott
- 2020: Attack on Titan, Regie: René Dawn-Claude
- 2020: MacGyver, Regie: Boris Tessmann
- 2019: Der Traum des Césare. Im Cabinet des Dr. Caligari, Regie: Fabian Mrongowius
- 2015: Update, Regie: Franziska Brändle

### Hörspiele
- 2008: The Beauty Secret (Jacob) – Regie: Anna Bromley
- 2011: Helene Sonntag ermittelt. Tödliche Vorstellung (Kommissar Lässig) – Regie: Britta Schöwing, Dorothea Krishnabhakdi
- 2012: Die Spieluhr (Officer Bradley) – Regie: Kim Schicklang
- 2017: Wer hat Lukas gebissen? (True-Crime-Serie) (Kommissar Dubinski) – Regie, Autor und Produzent: Sebastian Hocke (Deutschlandfunk Kultur)
- 2017: Bestie Mensch (Albrecht) – Regie: Gerold Darynger